# Antonio Yakoub
Antonio Yakoub (Södertälje, 12 de junio de 2002) es un futbolista sueco, nacionalizado sirio, que juega en la demarcación de delantero para el Gefle IF de la Allsvenskan.

## Selección nacional
Tras jugar en las categorías inferiores de la selección, finalmente hizo su debut con la selección absoluta de Siria el 5 de enero de 2024 contra Kirguistán en un partido amistoso que finalizó con un resultado de empate a uno tras el gol de Ibrahim Hesar para Siria, y de Ayzar Akmatov para Kirguistán

## Clubes
| Club                       | País   | Año       | Partidos | Goles |
| -------------------------- | ------ | --------- | -------- | ----- |
| Assyriska FF               | Suecia | 2018-2021 | 60       | 33    |
| IK Sirius Fotboll (cedido) | Suecia | 2022      | 3        | 0     |
| Gefle IF                   | Suecia | 2022-2023 | 33       | 10    |
| Östers IF (cedido)         | Suecia | 2023      | 7        | 0     |
| Gefle IF                   | Suecia | 2024-     | 3        | 0     |